# × Dactylocamptis
× Dactylocamptis – hybrydowy rodzaj roślin z rodziny storczykowatych (Orchidaceae). Obejmuje 16 gatunków występujących w Europie w Austrii, Czechach, Słowacji, Francji, Niemczech, Węgrzech, Włoszech, Szwajcarii i Ukrainie. Formuła hybrydowa to Anacamptis × Dactylorhiza.

## Systematyka
Rodzaj sklasyfikowany do podplemienia Orchidinae w plemieniu Orchideae, podrodzina storczykowe ( Orchidoideae), rodzina storczykowate (Orchidaceae), rząd szparagowce (Asparagales) w obrębie roślin jednoliściennych.
Wykaz gatunków
- × Dactylocamptis arbostii (E.G.Camus) B.Bock
- × Dactylocamptis boudieri (E.G.Camus) B.Bock
- × Dactylocamptis chassagnei (Alleiz.) B.Bock
- × Dactylocamptis devalonii (Cif. & Giacom.) J.M.H.Shaw
- × Dactylocamptis drudei (M.Schulze) B.Bock
- × Dactylocamptis lamarquei (G.Keller & Jeanj.) J.M.H.Shaw
- × Dactylocamptis leguei (E.G.Camus) B.Bock
- × Dactylocamptis lloydianiformis (G.Keller & Jeanj.) J.M.H.Shaw
- × Dactylocamptis luciae (E.Royer) B.Bock
- × Dactylocamptis luizetiana (E.G.Camus) B.Bock
- × Dactylocamptis neglecta (E.G.Camus) B.Bock
- × Dactylocamptis rouyana (E.G.Camus) B.Bock
- × Dactylocamptis timbaliana (E.G.Camus) B.Bock
- × Dactylocamptis uechtritziana (Hausskn.) B.Bock ex Peregrym & Kuzemko
- × Dactylocamptis valonii (E.G.Camus) B.Bock
- × Dactylocamptis weberi (M.Schulze) Soó